# Miss Paris et le Majordome
Miss Paris et le Majordome est un film français de court métrage réalisé en 1967 par Georges Dumoulin, sorti en 1973.

## Fiche technique
- Titre : Miss Paris et le Majordome
- Réalisation : Georges Dumoulin
- Production : Franca Films
- Pays d'origine :  France
- Durée : 13 minutes
- Date de sortie : 10 mai 1973 (dans le programme Il court il court le métrage)
- Visa : n° 32615 (délivré le 19 décembre 1966)

## Distribution
- Rufus
- Graziella Martinez

## Sélection
- 1969 : Festival de Cannes (Quinzaine des réalisateurs)